# Ichneumon signaticornis
Ichneumon signaticornis là một loài tò vò trong họ Ichneumonidae.